# Jean-Jacques Gaspard Foelix
Jean-Jacques Gaspard Foelix, né en 1791 mort en 1853, était un avocat français et le fondateur de la science du droit comparé en France.
Après des études à Coblence, Foelix a été avocat à Paris, une profession dont il s'est aperçu que c'était un moyen de s'engager dans l'étude de la législation européenne. Il a fondé en 1833 la Revue du droit français et étranger qui va lui asseoir une réputation en tant que spécialiste du droit comparé. Il a écrit environ 150 articles pour cette revue, dont la plupart concernaient le droit allemand.
L'un de ses ouvrages, le Traité sur le droit international privé est une référence dans le domaine.
En 1838, l'Université de Fribourg-en-Brisgau lui a décerné un doctorat honoris causa pour ses efforts de médiateur entre les deux cultures juridiques de la France et de l'Allemagne.